# Bente Kahan
Pour les articles homonymes, voir Kahan.
Bente Kahan (née le 23 septembre 1958 à Oslo) est une chanteuse, actrice, musicienne et auteure juive norvégienne, interprète de musique yiddish. Depuis 2002, elle habite en Pologne.

## Éléments biographiques
Bente Kahan est née le 23 septembre 1958 à Oslo en Norvège. Ses parents sont des survivants de la Shoah. Sa mère se réfugie en Suède durant la Seconde Guerre mondiale, mais la majorité de sa famille est déportée et assassinée à Auschwitz. Son père, Chaim Hersh (Hermann) Kahan, un hassid de Satmar né à Sighet, en Roumanie, survit à Auschwitz.

### Études
Bente Kahan étudie à l'université de Tel Aviv et à l'American Musical and Dramatic Academy, à New York.

### Chanteuse
Bente Kahan chante en yiddish, en ladino, en polonais, en russe, en norvégien, en hongrois, en allemand et en anglais sur une musique klezmer.

### Théatre
Bente Kahan fait ses débuts comme actrice au théâtre Habima à Tel Aviv en 1981. Deux ans plus tard, elle chante en yiddish dans le spectacle Over Byen au Nationaltheatret d'Oslo.
Elle écrit des pièces de théâtre avec Ellen Foyn Bruun : Bessie, d'après la vie de Bessie Smith, en 1986, puis Letter Without a Stamp en 1988 et Stemmer fra Theresienstadt (Voix de Theresienstadt) en 1995 (traduite en allemand en 1995 et en anglais en 1997).
Elle fonde en 1990 sa propre compagnie à Oslo, le Teater Dybbuk.
Elle s'installe en 2001 avec sa famille à Wrocław, où elle devient directrice du Wroclaw Centre for Jewish Culture and Education.

### Famille
Elle est mariée à Aleksander Gleichgewicht. Ils ont trois enfants : une fille et deux garçons.

## La Mémoire de la Shoah
Bente Kahan garde vivante la mémoire de la Shoah par ses multiples activités.

## Discographie

### Discographie de Bente Kahan
- 1991[2] : Yiddishkayt. Ce disque qui comprend treize titres a été produit à la suite d'un prix accordé à Bente Kahan par le Conseil des Affaires culturelles de Norvège. Le disque est issu d'un concert Gitl[3] construit à partir d'une nouvelle ferroviaire de Cholem Aleikhem. Enregistrement au Henie-Onstad Art Center à Oslo. Edité par Bente Kahan et tylkomuzyka.pl.[4]
- 1992 : Farewell Cracow[5]  Yiddish Songs by Mordechai Gebirtig. Le disque comprend quatorze titres. Enregistré Studio Hard à Varsovie. Produit par Teater Dybbuk Oslo à Varsovie. Edité par tylkomuzyka.pl. La première de ce récital se déroula à Varsovie le 23 mai 1992 à l'occasion du 50ème anniversaire de la mort du poète. Le disque comprend la chanson La Marche des chômeurs[6].
- 1996 : Stemmer fra Theresienstadt (en norvégien)[7] ;  Stimmen aus Theresienstadt (en allemand)[8] et 1997 : Voices from Theresienstadt (en anglais)[9]
- 1998 : Di Gojim (musique klezmer)[10]
- 2000 : Bente Kahan Home (yiddish, ladino, et hébreu)[11]
- 2005 : Sing with us in Yiddish. Voja Kahan chante avec ses amis (et Bente Kahan). Ce disque comprend quatorze titres. Enregistrement en janvier 2005 au Studio Echo. Produit par Bente Kahan et Teater Dybbuk Oslo[10].
- 2015 : Only A Human Being Bente Kahan Sings The Poetry Of Tadeusz Różewicz Ce disque comprend treize titres. Enregistrement en juillet 2015 à Wrocław, Produit par Dybbuk International[12].

### Discographie avec Bente Kahan en invitée ou produite par Bente Kahan
- Yidishe Mame un Andere Froyen Workshop avec Bente Kahan[13]

- 1996 : Jozzl des Klezmer[14]

- 1999 : Karussel musique du film du même titre[14]

- 2003 / 2004 : Jeg er pa vandring avec le Gjertrud's Gypsy Orchestra[15]

## Fondation Bente Kahan
Elle crée en 2006 la Fondation Bente Kahan, dont le but est d'encourager le respect mutuel et les droits de l'homme dans la perspective de la Shoah. Cette fondation aide à la restauration de la Synagogue à la Cigogne Blanche à Wrocław, seule synagogue de la ville ayant survécu à la Shoah, afin de préserver l'histoire pluriséculaire (800 ans) de la communauté juive de Basse Silésie. Le projet est achevé en 2010.

## Distinctions
Bente Kahan reçoit en 2013 la croix de chevalier de l'ordre Polonia Restituta pour ses efforts en faveur du dialogue interculturel et pour la sauvegarde du patrimoine juif de Basse Silésie.

## Sources externes
Le site officiel de Bente Kahan
La Fondation Bente Kahan et La Fondation Bente Kahan sur Youtube
Bente Kahan sur Youtube
Bente Kahan sur Facebook